# 24. juli
24. juli er dag 205 i året i den gregorianske kalender (dag 206 i skudår). Der er 160 dage tilbage af året.
Dagens navn er Christina.

### Begivenheder
Født - Dødsfald
- 1534 - Jacques Cartier går i land i Canada, som han erklærer for fransk besiddelse.
- 1567 - Dronning Marie Stuart af Skotland tvinges til at abdicere til fordel for den 1-årige Jakob 6.
- 1704 - Den engelske admiral George Rooke bliver guvernør over Gibraltar efter erobringen fra Spanien nogle dage forinden.
- 1712 - I den Spanske Arvefølgekrig besejrer Frankrig en allieret engelsk-hollandsk hær i slaget ved Denain i Frankrig.
- 1741 - En rådstueplakat forbyder københavnerne at handle med skippere, der "fører egetømmer til Kongens Tjeneste".
- 1824 - Verdens første meningsmåling gennemføres i USA. Målingen omfatter det kommende præsidentvalg.
- 1847 - Med underskrivning af Gramido-konventionen afsluttes den portugisiske borgerkrig.
- 1866 - Tennessee er den første oprørsstat, som igen tilslutter sig unionen efter borgerkrigen.
- 1883 - Matthew Webb, det første menneske, som svømmede over den Engelske Kanal i 1875, drukner under svømning i de oprørte vande over Niagara Falls.
- 1901 - Ved systemskiftet indføres parlamentarismen i Danmark ved udnævnelse af en venstreregering under ledelse af professor J.H. Deuntzer.
- 1911 - Amerikaneren Hiram Bingham opdager inkaernes forsvundne by, Machu Picchu, hvor de sidste inkakejsere søgte tilflugt for de spanske erobrere.
- 1922 - Folkeforbundet godkender, at Egypten og Palæstina skal være britiske mandatområder.
- 1923 - I Lausanne underskriver Tyrkiet og de allierede en fredstraktat efter Græsk-tyrkiske krig (1919-1922) og Tyrkiske uafhængighedskrig, i henhold til hvilken Tyrkiet opgav alle rettigheder til ikke-tyrkiske områder, som de har mistet i første verdenskrig.
- 1943 - Under 2. verdenskrig indledes "Operation Gomorra" med koncentrerede engelske bombeangreb på Hamborg.
- 1944 - Russiske tropper befrier den første tyske koncentrationslejr Majdanek.
- 1967 - Frankrigs præsident Charles de Gaulle holder en famøs tale i Montreal, som han afslutter med "Vive le Quebec libre" (da: "Leve Quebecs frihed"). Han irettesættes af den canadiske premierminister Lester Pearson, hvorefter de Gaulle afkorter sit besøg.
- 1969 - Apollo 11 med astronauterne Neil Armstrong, Edwin Aldrin og Michael Collins om bord vender tilbage fra månevandring og lander roligt i Stillehavet sydvest for Hawaii.
- 1973 - Et japansk fly sprænges i luften i Libyens ørken af fire flykaprere. Forinden har de dog løsladt de 137 passagerer. Flykaprerne arresteres.
- 1974 - USA's højesteret beordrer præsident Richard Nixon til at overgive 64 båndoptagelser til Washington District Court i Watergate-skandalen.
- 1980 - Britiske og franske tropper nedkæmper et oprør på Ny Hebriderne. 600 oprørere under ledelse af en engelsk minearbejder kæmper for deres selvstændighed med bue og pil.
- 1981 - Oversvømninger i Szechuan provinsen i Kina dræber mere end 700; 1,5 millioner bliver hjemløse.
- 1983 - Laurent Fignon vinder Tour de France.
- 1990 - Amerikanske krigsskibe i Golfen sættes i alarmberedskab efter at Irak har placeret omkring 30.000 tropper i nærheden af grænsen til Kuwait.
- 1992 - Direktøren for Det kongelige Teater, Boel Jørgensen, afskediges med øjeblikkelig varsel.
- 1994 - Miguel Indurain vinder Tour de France.
- 1995 - En selvmordsbombemand fra den militante muslimske gruppe Hamas sprænger en israelsk bus i Tel Aviv med seks døde og 32 kvæstede som resultat.
- 1997 - Charles Taylor udnævnes til Liberias præsident efter det netop afholdte valg.
- 2000 - Julemændenes Verdenskongres afholdes for 37. gang på Dyrehavsbakken.
- 2001 - Simeon Sachsen-Coburg-Gotha, der er søn af den sidste zar af Bulgarien, indsværges som præsident for landet og bliver derved den første og hidtil eneste monark i historien, der har genvundet magten ved et demokratisk valg.
- 2005 - Ved hjælp af doping vinder Lance Armstrong sit syvende Tour de France i træk. De syv sejre er siden taget fra ham pga. doping.
- 2007 - Aleksandr Vinokurov smides ud af Tour de France grundet brugen af bloddoping
- 2010 - 21 mennesker bliver dræbt, og mindst 500 bliver såret, da der opstår panik under den årlige technofest Love Parade i Duisburg i Tyskland.
- 2022 - Danske Jonas Vingegaard vinder Tour de France.

### Født
- 1716 - Bolle Willum Luxdorph, dansk digter, historiker og embedsmand (død 1788).
- 1783 - Simon Bolivar, frihedshelt og general, fødes i Caracas, Venezuela (død 1830).
- 1802 - Alexandre Dumas, den ældre, fransk forfatter (død 1870).
- 1857 - Henrik Pontoppidan, dansk forfatter (død 1943).
- 1858 - Wolfgang Kapp, tysk kupmager (død 1922)
- 1893 - C.Th. Sørensen, dansk havearkitekt (død 1979).
- 1897 - Amelia Earhart, amerikansk flyvepioner,  (død 1937).
- 1899 - Dan George, canadisk høvding og skuespiller (død 1981).
- 1913 - Godfred Hartmann, dansk forlægger og forfatter (død 2001).
- 1918 - Jenny Kammersgaard, dansk svømmer (død 1997).
- 1938 - Leif Hjernøe, dansk forfatter.
- 1939 - Christian Kampmann, dansk forfatter (død 1988).
- 1944 - Lene Maimu, dansk skuespillerinde.
- 1951 - Lynda Carter, amerikansk skuespillerinde.
- 1952 - Carsten Jensen, dansk forfatter.
- 1952 - Søren Bjerre-Nielsen, dansk erhvervsleder.
- 1956 - Marianne Thyssen, belgisk politiker og EU-kommissær.
- 1962 - Hasse Jørgensen, dansk erhvervsleder.
- 1966 - Maroš Šefčovič, slovakisk diplomat og EU-kommissær.
- 1969 - Jennifer Lopez, amerikansk sangerinde.
- 1969 - Jarl Cordua, dansk radiovært, debattør og politisk kommentator.
- 1970 - Frank Thiel, dansk skuespiller.
- 1973 - Mikael Jepson, guitarist i det svenske band The Ark.
- 1977 - Rudy Markussen, professionel bokser.
- 1979 - Bo Spellerberg, dansk håndboldspiller.
- 1983 - Daniele De Rossi, italiensk fodboldspiller, AS Roma
- 1998 - Bindi Irwin, australsk-amerikansk skuespillerinde og sanger.

### Dødsfald
- 1816 - Christian Gottlieb Kratzenstein-Stub, dansk maler (født 1783).
- 1862 - Martin van Buren, USA's 8. præsident (født 1782) .
- 1892 - Stefan Ankjær, dansk militær topograf (født 1820).
- 1972 - Gerd Gjedved, dansk skuespiller (født 1919).
- 1980 - Peter Sellers, engelsk skuespiller (født 1925).
- 1986 - Urban Hansen, dansk politiker og overborgmester (født 1908).
- 1987 - Jørgen Lademann, dansk forlagsgrundlægger (født 1927).

|  | Denne datoartikel kan blive bedre, hvis der indsættes et (bedre) billede Du kan hjælpe ved at afsøge Wikimedia Commons for et passende billede eller uploade et godt billede til Wikimedia Commons iht. de tilladte licenser og indsætte det i artiklen. |